# Marino Basso
Marino Basso (født 1. juni 1943) er en tidligere italiensk professionel landevejscykelrytter, som vandt VM i landevejscykling i 1972.
Basso vandt totalt 15 etaper ved Giro d'Italia, 6 ved Tour de France og 6 ved Vuelta a España. Han blev vinder af Giro d'Italia's pointtrøje i 1971 og det italienske mesterskab i landevejscykling i 1972.
Han er ikke relateret til den italienske cykelrytter Ivan Basso.